# Jorge Velosa
Jorge Luis Velosa Ruiz (Ráquira, Boyacá; 6 de octubre de 1949) es un destacado cantautor, profesor, actor y escritor colombiano de ascendencia portuguesa, reconocido como uno de los principales exponentes e iniciadores de la música carranguera.
Graduado de la Universidad Nacional de Colombia como médico veterinario, Velosa opto por dedicarse plenamente a la música y la literatura con sabor carranguero.

## Historia

### Primeros Años e Infancia
Jorge Luis Velosa Ruiz nació el 6 de octubre de 1949 en Ráquira, un municipio del departamento de Boyacá, Colombia. Desde su infancia, estuvo rodeado de las tradiciones rurales y campesinas que más tarde influirían en su carrera artística. Creció en una familia modesta que valoraba enormemente la música y las costumbres de su región.

### Formación Académica
Antes de dedicarse por completo a la música, Velosa mostró un gran interés por los estudios. Se mudó a Bogotá para continuar su educación superior, donde obtuvo el título de médico veterinario en la Universidad Nacional de Colombia. A pesar de que trabajaba como veterinario, nunca abandonó su pasión por la música, que finalmente se convertiría en su verdadera vocación.

### Inicios en la Música
En la década de 1970, mientras ejercía como veterinario, Velosa empezó a investigar el potencial de la música campesina como medio para expresar la cultura y las tradiciones de su tierra natal. Su interés por el folclor lo impulsó a experimentar con la carranga, un género musical que fusiona ritmos tradicionales andinos con letras humorísticas, sociales y poéticas que relatan la vida cotidiana de los campesinos colombianos.

### Creación de la Carranga
En 1977, Jorge Velosa fundó el grupo musical Los Carrangueros de Ráquira junto a José Luis "El Chato" Lagos, Jorge González y Ramiro Zambrano. Con este grupo, logró consolidar la carranga como un género distintivo dentro de la música colombiana. Los Carrangueros hicieron populares canciones emblemáticas como La cucharita, Julia, Julia, Julia, y La china que yo tenía, las cuales resonaron profundamente entre los campesinos y también entre los públicos urbanos que apreciaban la autenticidad de este estilo musical.

## Discografía
- Javier Moreno Forero – requinto, voz
- Jorge Luis Velosa – voz, riolina, guacharaca
- Félix Ramiro Zambrano – guitarra marcante
- Javier Apráez - tiple

| Álbum                       | Año  | Discográfica  |
| --------------------------- | ---- | ------------- |
| Los Carrangueros de Ráquira | 1980 | Fondo Musical |
| ¡Viva quien toca!           | 1981 | Fondo Musical |
| Así es la vida              | 1982 | Fondo Musical |

### Jorge Velosa y Los Hermanos Torres (Primera etapa: 1984-1988)
- Jorge Velosa – voz, birimbao, guacharaca, riolina
- Delio Torres Ariza requinto, voz
- Argemiro Torres Ariza - guitarra
- Juan deJesús Torres Camacho - Tiple

| Álbum                          | Año  | Discográfica |
| ------------------------------ | ---- | ------------ |
| Pa’ los pies y el corazón      | 1984 | FM Discos    |
| Con alma, vida y sombrero      | 1985 | FM Discos    |
| Entre chiste y chanza          | 1986 | FM Discos    |
| Alegría carranguera            | 1987 | FM Discos    |
| El que canta sus penas espanta | 1988 | FM Discos    |

### Jorge Velosa y Los Hermanos Torres (Segunda etapa: 1989)
- Jorge Velosa – voz, guacharaca
- Delio Torres – requinto, tiple, cuatro, clave, voz
- Argemiro Torres - guitarra
- Francisco Aristizábal - bongó

| Álbum         | Año  | Discográfica |
| ------------- | ---- | ------------ |
| A ojo cerrado | 1989 | FM Discos    |

### Jorge Velosa y Los Hermanos Torres (Tercera etapa: 1990)
- Jorge Velosa: Voz, Guacharaca, riolina.
- Delio Torres: Requinto y voz.
- Jairo Rincón Gómez: Tiple y coros.
- Argemiro Torres: Guitarra y coros.

| Álbum         | Año  | Discográfica |
| ------------- | ---- | ------------ |
| De mil amores | 1990 | FM Discos    |

### Velosa y Los Carrangueros (Primera etapa: 1992)
- Jorge Velosa – voz, guacharaca, armónica
- Delio Torres: Requinto y voz.
- Jairo Rincón Gómez - Tiple
- José Luis Posada Buitrago - Guitarra

| Álbum                 | Año  | Discográfica |
| --------------------- | ---- | ------------ |
| Harina de otro costal | 1992 | Fuentes      |

### Velosa y Los Carrangueros (Segunda etapa: 1993)
- Jorge Velosa – voz, guacharaca, armónica
- Delio Torres: Requinto y voz.
- José Luis Posada Buitrago - Guitarra
- Jorge Eliecer González Virviescas - Tiple

| Álbum           | Año  | Discográfica |
| --------------- | ---- | ------------ |
| Sobando la pita | 1993 | Fuentes      |

### Velosa y Los Carrangueros (Tercera etapa: 1994-1995)
- Jorge Velosa – voz, guacharaca
- Luis Alberto Aljure Lis: Tiple, bandola llanera y coros.
- José Luis Posada Buitrago - Guitarra
- Jorge González Virviescas - Requinto y voz.

| Álbum               | Año  | Discográfica |
| ------------------- | ---- | ------------ |
| Revolando en cuadro | 1994 | Fuentes      |
| Marcando calavera   | 1996 | Fuentes      |

### Velosa y Los Carrangueros (Cuarta etapa: 1996-2003)
- Jorge Velosa – voz, guacharaca, armónica
- Luis Alberto Aljure Lis: Tiple, tambor y coros.
- Jorge González Virviescas - Requinto y voz.
- José Fernando Rivas Gómez - Guitarra y coros.

| Álbum                 | Año  | Discográfica |
| --------------------- | ---- | ------------ |
| En cantos verdes      | 1998 | Fuentes      |
| Patiboliando          | 2002 | MTM          |
| Lero, Lero, Candelero | 2003 | MTM          |

### Velosa y Los Carrangueros (Quinta etapa: 2004-2020)
- Jorge Velosa – voz, riolina, guacharaca.
- Jorge González Virviescas - requinto y coros.
- José Fernando Rivas - guitarra, guitarra eléctrica y coros.
- Manuel Cortés González: Tiple y coros.

| Álbum              | Año  | Discográfica |
| ------------------ | ---- | ------------ |
| Surungusungo       | 2005 | MTM          |
| Carranga Sinfónica | 2011 | MTM          |

### Jorge Velosa y Los Carrangueros del 25 (2024-Actual)
- Jorge Velosa – voz, riolina, guacharaca.
- Marco Villarreal - requinto
- Gabriel Chaparro - guitarra
- Angélica Fonseca: Tiple

| Álbum                               | Año  | Discográfica |
| ----------------------------------- | ---- | ------------ |
| El carrango y la carranga (Canción) | 2024 | NMC          |

### Recopilaciones
| Recopilaciones                                                     | Año  | Discográfica |
| ------------------------------------------------------------------ | ---- | ------------ |
| Las clásicas con Los Hermanos Torres y Los Carrangueros de Ráquira | 1990 | FM           |
| Una historia carranguera                                           | 2000 | FM           |
| Historia Musical del Carranguero Mayor                             | 2001 | Fuentes      |

## Nominaciones y Premiaciones
| Año: | Nominado por:                              | Galardón o Categoría:                                | Resultado: |
| ---- | ------------------------------------------ | ---------------------------------------------------- | ---------- |
| 1995 | Premio Nacional de Cultura "Luis A. Calvo" | Mejor artista de música tradicional                  | Ganador    |
| 2000 | Premio de la Música Colombia               | Mejor Álbum de Música Carranga                       | Ganador    |
| 2001 | Premio Grammy Latino                       | Mejor Álbum de Música Folclórica                     | Nominado   |
| 2010 | Premio a la Excelencia Musical             | Reconocimiento por su aporte cultural                | Ganador    |
| 2015 | Festival de Viña del Mar                   | Gaviota de Plata (Mejor Artista Internacional)       | Ganador    |
| 2018 | Orden de Boyacá                            | Reconocimiento por su aporte a la música tradicional | Ganador    |
| 2002 | Premios Billboard de la Música Latina      | Mejor Álbum de Música Folclórica                     | Nominado   |
| 2010 | Premios Shock                              | Mejor Canción de Música Tradicional                  | Nominado   |
| 2014 | Premios Latinos de la Música               | Mejor Artista Carranguero del Año                    | Nominado   |
| 2016 | Premio de la Música del Caribe             | Mejor Artista de Música Tradicional                  | Nominado   |

## Reconocimientos
| Año:            | Reconocimiento:                                            | Otorgado por: |
| --------------- | ---------------------------------------------------------- | --- |
| 1997            | Orden de la Libertad                                       | Otorgada por el Departamento de Boyacá en reconocimiento a su contribución cultural.                                                                                 |
| 2000            | Canción Infantil en Bolivia                                | Una de sus canciones infantiles fue escogida oficialmente para ayudar en la enseñanza del español en comunidades indígenas de Bolivia.                               |
| No especificado | Premio a la Excelencia Nacional en Artes y Ciencias        | Otorgado por la Universidad Nacional de Colombia y su Asociación de Exalumnos en reconocimiento a su trayectoria.                                                    |
| 2008            | Condecoración Gonzalo Suárez Rendón (Gran Collar de Oro)   | Recibida por el alcalde de Tunja en el Día del Campesino, como reconocimiento a su labor cultural.                                                                   |
| 1994            | Bautizo de Especies de Ranas                               | El biólogo John Lynch nombró dos especies de ranas en su honor: pertenecientes a la familia Strabomantidae, Pristimantis carranguerorum y Pristimantis jorgevelosai. |
| 2012            | Doctorado honoris causa (Universidad Nacional de Colombia) | Recibido como reconocimiento a su contribución cultural y artística.                                                                                                 |
| 2023            | Doctorado honoris causa en Lenguaje y Cultura (UPTC)       | Otorgado por la Universidad Pedagógica y Tecnológica de Colombia (UPTC) en reconocimiento a su impacto en la cultura y el lenguaje.                                  |

## Filmografía
| Año       | Título          | Personaje                                       | Primera Transmisión                                          |
| --------- | --------------- | ----------------------------------------------- | ------------------------------------------------------------ |
| 1982      | Don Chinche     | Florentino Bautista 'don Floro'                 | Cadena Uno (1987-1992) RTVC PLAY Plataforma de Streaming     |
| 1987–1992 | Romeo y Buseta  | Trino Epaminondas Tuta                          | Cadena Uno (1987-1992) RTVC PLAY Plataforma de Streaming     |
| 1988      | Sumercé Estéreo | José del Carmen Romero / Trino Epaminondas Tuta | Estación de Radio                                            |
| 1993–1994 | Los Tuta        | Trino Epaminondas Tuta                          | Señal Colombia (1993-1994) RTVC PLAY Plataforma de Streaming |

## Literatura
| Año  | Título                                              | Editorial                | Imagen |
| ---- | --------------------------------------------------- | ------------------------ | ------ |
| 1983 | La cucharita y no sé qué más: historias para cantar | Carlos Valencia Editores |        |
| 2021 | El convite de los animales                          | Editorial Monigote       |        |
| 2023 | Abuelo de pájaro                                    | Editorial Monigote       |        |
| 2024 | Historiando mi cantar. Un viaje por la carranga     | Editorial Monigote       |        |